# Андриё, Франсуа Гийом Жан Станислав
Франсуа́ Гийо́м Жан Станисла́в Андриё (фр. François Guillaume Jean Stanislas Andrieux; 1759—1833) — французский поэт, драматический писатель, член Французской академии.

## Биография
Родился 6 мая 1759 года во Франции в Эльзасе в городе Страсбурге.
Получив образование в Collège du Cardinal-Lemoine при Парижском университете, к началу Великой французской революции работал адвокатом.
28 сентября 1784 года женился на Мари Жюд (фр. Marie Jude); в этом браке у них родились две девочки.
В 1798 год вступил в Совет пятисот депутатом от департамента Сен-Сен-Дени. После переворота 18 брюмера был трибуном, а в 1800 году секретарём, вскоре после чего был назначен президентом трибуната.
Первый консул Французской республики Наполеон Бонапарт, к замыслам которого Андриё относился весьма враждебно, в 1802 году удалил последнего от занимаемых им должностей. В предисловии к «Избранным сочинениям» Андриё, изданным в 1878 году, Ш. Розан приводит фразу президента Трибуната из его разговора с Наполеоном: «Гражданин Консул, вы член Отделения механики [Французского института] и знаете, что опираться можно только на то, что оказывает сопротивление».
Выйдя в отставку, Франсуа Андриё всецело посвятил себя занятиям науками и литературой.
С 1804 года занимал должность профессора в Политехнической школе, а после Реставрации Бурбонов работал профессором в Коллеж де Франс.
В 1816 году избран в члены Французской академии.
Скончался Андриё 9 мая 1833 года в Париже.

## Память
Из его стихотворного рассказа «Мельник из Сан-Суси» (фр. Le Meunier de Sans-Souci) фраза «Есть ещё судьи в Берлине!» (фр. Il y a des juges a Berlin) стала крылатой. В авторитетном словаре Ларусса середины XIX века она расшифровывается так: 
Выражение «есть судьи в Берлине» с тех пор используется для противопоставления права силе.
Историю для данного произведения Андриё позаимствовал из популярной легенды дележа мельницы в Сан-Суси между прусским королём Фридрихом Великим и простым мельником.

В начале XX века Энциклопедический словарь Брокгауза и Ефрона так описывал на своих страницах его вклад в литературу: 
А. написал довольно много драматических пьес; особенно благосклонно были приняты публикою его «Les étourdis» (1787), «Molière avec ses amis, ou le souper d’Auteuil» (1804), «Le vieux fat» (1810), «La comédienne» (1816) и поставленная в 1830 г. на сцену трагедия «Junus Brutus», равно как поэтический рассказ «Le meunier de Sans-Souci» (1797). Сочинения А. были изданы в последний раз в 1862 г., а лекции по эстетике — под заглавием «La philosophie des belles-lettres» в 4 т. в 1828.

## Труды автора
Пьесы:
- Anaximandre, ou le Sacrifice aux Grâces, comédie en un acte en vers de dix syllabes, Paris 1782.
- Les Étourdis, ou le Mort supposé, comédie en 3 actes en vers, Paris 1787.
- Louis IX en Égypte, opéra en 3 actes, Paris 1790.
- L’enfance de Jean-Jacques Rousseau, comédie en un acte, mêlée de musique, Paris 1794.
- Helvétius, ou La Vengeance d’un sage, comédie en un acte et en vers, Paris 1802.
- Le Trésor, comédie en 5 actes, en vers, Paris 1804.
- Molière avec ses amis, ou la Soirée d’Auteuil, comédie en 1 acte en vers, Paris 1804.
- La Suite du Menteur, comédie en cinq actes, en vers de Pierre Corneille, avec des changemens et additions considérables et un prologue, Paris 1808.
- Le Vieux Fat, ou les Deux Vieillards, comédie en 5 actes, en vers, Paris 1810.
- Lucius Junius Brutus, tragédie en 5 actes, Paris 1830.
- Quelques scènes impromptu ou la Matinée du jour de l’an. Prologue pour l’ouverture du Théâtre royal de l’Odéon, sous la direction de M. Picard, Paris 1816.
- La Comédienne, comédie en 3 actes, en vers, Paris 1816.
- Le Rêve du mari, ou le Manteau, comédie en 1 acte et en vers, Paris 1826. Пьеса ставилась в России под названием «Плащ, или Муж как и всякий». Переделка с фр. в стихах М. А. Офросимова.

Прочее:
- Querelle de Saint-Roch et de Saint-Thomas, sur l’ouverture du manoir céleste à Mademoiselle Chamero, 1795.
- Contes et opuscules en vers et en prose, suivis de poésies fugitives, 1800.
- Cours de grammaire et de belles-lettres : sommaire des leçon, 1806.
- Poésies de François-Guillaume-Jean-Stanislas Andrieux, 1842.